# Puente de La Salve
El puente de La Salve, anteriormente denominado puente Príncipes de España hasta su cambio en 2016, es un puente sobre la ría de Bilbao, en Bilbao, Vizcaya (España).

## Historia
Recibe el nombre de puente de la Salve porque cuando llegaban los barcos al puerto de Bilbao por la ría, a la altura del puente es el primer sitio en el que se divisa la virgen de Begoña y ahí los marineros le cantaban la Salve.
Su apertura tuvo lugar el 9 de enero de 1972 y su autor fue el ingeniero Juan Batanero García-Geraldo. Fue ideado a finales de los años sesenta, para solucionar el problema del tráfico, que empezaba a saturarse en el norte de la ciudad. Fue, también, el primero de España con sistema de tirantes y uno de los pocos con tablero metálico. Tiene 23,5 metros de altura libre para el paso de los barcos, siendo fijo.

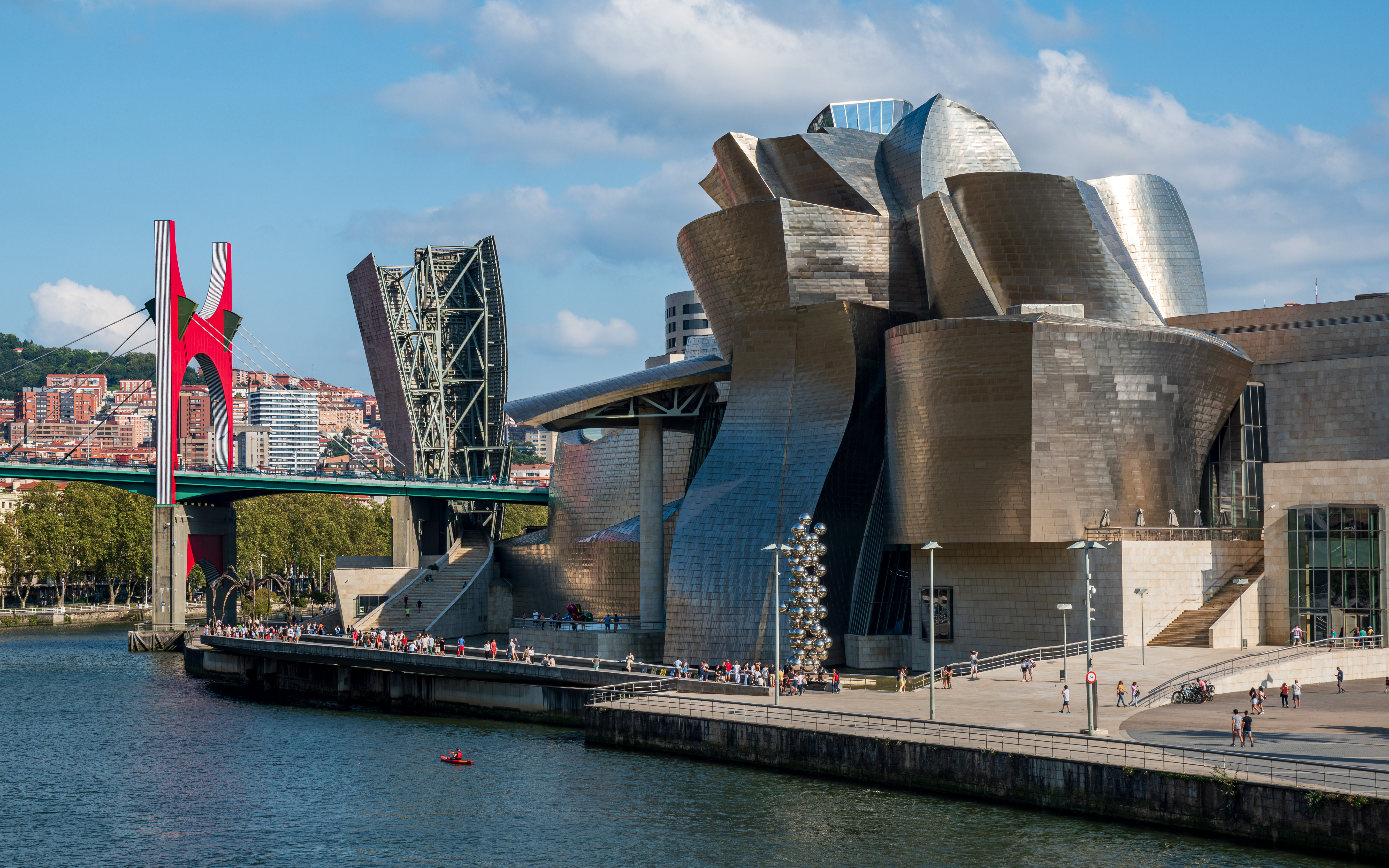
El puente de La Salve, junto al Museo Guggenheim.

Está dotado de ascensores desde su base en la margen derecha, en el paraje de La Salve, al final del Campo de Volantín. Estos son mantenidos por el ayuntamiento, trasportando 200.000 pasajeros anualmente. Los mismos son gratuitos desde mayo de 2008.
Junto a este puente, en la margen izquierda de la ría, se encuentra el Museo Guggenheim Bilbao. Además es curioso contemplar cómo el arquitecto de este museo quiso integrar, en cierto modo, este puente en el mismo, construyendo, a tal efecto y en su lado izquierdo, según se mira desde el Campo de Volantín, una torre alta con escaleras de acceso al museo, el cual se encuentra al lado derecho.

### Pórtico
A finales de 2006, se confirmó el proyecto de construir un pórtico rojo ideado por el artista francés Daniel Buren, que terminó vencedor del concurso lanzado por el Museo Guggenheim Bilbao en conmemoración del décimo aniversario de la pinacoteca. La nueva estructura, denominada Arcos rojos, propuso integrar aún más al puente con el museo, adoptando sus formas curvilíneas.
El 11 de agosto de 2017 finalizó la restauración de la obra con motivo del vigésimo aniversario del museo que celebró ese año.